# بيتانزوس
بلدية بيتانزوس (بالإسبانية: Betanzos)‏، هي إحدى بلديات مقاطعة لا كرونيا إحدى مقاطعات إسبانيا، و التي تقع في منطقة جليقية شمال غرب إسبانيا.
يبلغ عدد سكانها 12.575 نسمة وفقاً لإحصائية سنة (2002).

## أعلام
- دانييل رودريغيز
- ديفيد مارتينيز
- ريكاردو نونيز
- فرانسيسكو بويو